# Nationalkirche
Als Nationalkirche werden christliche Kirchen bezeichnet, deren Organisation sich auf einen einzelnen Staat bezieht und beschränkt und die sich keinen übernationalen Autoritäten unterstellen.
Nationalkirchliche Tendenzen und Abspaltungen gibt es im römisch-katholischen, im orthodoxen und auch im evangelischen Bereich, jeweils mit unterschiedlichen Ursachen und Akzenten.

## Römisch-katholische Kirche
In der frühen Neuzeit verstand sich die katholische Kirche in Frankreich und die Anglikanische Kirche in unterschiedlichem Ausmaß als Nationalkirche.
Nach römisch-katholischem Verständnis sind Nationalkirchen solche Zweige der Kirche, die einer nur nationalen Jurisdiktion unterstehen und den universellen Jurisdiktionsprimat des Papsttums nicht anerkennen. Bis zum Zweiten Vatikanischen Konzil wurden mit diesem Begriff gelegentlich auch solche katholischen Kirchen bezeichnet, die sich von der römisch-katholischen Kirche hauptsächlich durch den Gebrauch der jeweiligen Nationalsprache in der Liturgie (statt Latein) unterschieden.
Heute wird das Wort – manchmal unzutreffend – auch als Oberbegriff für solche Kirchen gebraucht, die sich zwar als Teil der katholischen Kirche verstehen, jedoch im kirchlichen Leben wesentliche Unterschiede zur römisch-katholischen Kirche aufweisen (zum Beispiel Altkatholiken, Anglikaner, Katholisch-Apostolische Kirche Brasiliens oder die Unabhängige Philippinische Kirche).

## Evangelische Kirche
Gerade im Gegenüber zur universalen, auf Rom ausgerichteten katholischen Kirche, verstand sich die Evangelische Kirche zeitweise als "deutsche Nationalkirche". Den Höhepunkt erreichte dieses Denken wohl mit dem erstarkenden Nationgedanken in der Kaiserzeit (1971–1918). "Deutsch-Sein" und "Protestant-Sein" wurde als Einheit verstanden. Ausdruck dieser Einheit war die Forderung der Fürsorge des Staates für die Evangelischen Kirchen: Der evangelische Landesherr hatte gleichzeitig das geistliche Oberältestenamt inne, der Kaiser war gleichzeitig der Summepiskopus, der oberste Bischof. Ab 1871 setzte die Amtskirche die Identität von Kaiser, Reich und Protestantismus gleich. Organisatorisch blieben Kirche und Staat allerdings unabhängig voneinander.
Bis Ende 1945 hielt die Kirche an ihrem auf die monarchische Kaiserzeit ausgerichteten Selbstverständnis fest und unterstützte daher nationalistische Parteien und monarchische Bestrebungen.
In der zweiten Hälfte des Kirchenkampfs zur Zeit des Nationalsozialismus gab es als Weiterführung der „Deutschen Christen“ eine Nationalkirchliche Bewegung Deutsche Christen.
Nach 1945 bemühte sich die Kirche um ein positives eigenes Geschichtsbild, in dem ein Selbstverständnis als sittliche Großorganisaton entwickelte. Sie wandte sich langsam von nationalstaatlichem Gedankengut ab. In ihren Bemühungen, gerade in den Nachwehen des Zweiten Weltkrieges, wird der Evangelischen Kirche jedoch fehlendes Schuldgeständnis und Geschichtsrevisionismus vorgeworfen.
Heute versteht sich die EKD nicht mehr als Nationalkirche, sie betont ihr Unabhängigkeit und ihr Selbstbestimmungsrecht. Einige Beziehungen zwischen Staat und Kirche sind erhalten geblieben.